# Arcellinida
Arcellinida  (лат.) — отряд простейших из класса Tubulinea.

## Описание
Клетка окружена раковиной, в которой имеется единственное отверстие, через которое выходят ложноножки. Ложноножки служат для передвижения и захвата добычи. Раковина образована органическим веществом с вкраплением минеральных частиц (кремнезема, зерен кварца, панцирей диатомовых водорослей). Микротрубочки в цитоплазме не объединяются в пучки.

## Экология
Населяют преимущественно пресноводные местообитания и почву. Размножаются бесполым путем. Циста формируется внутри раковины. Питаются разнообразными организмами: бактериями, водорослями, дрожжами, микроскопическими животными. Некоторые виды могут быть трофически узкоспециализированы. В процессе питания стенка раковинки вокруг устья используется для механического разрушения панциря диатомовых водорослей.
Используются в качестве биоиндикаторов состояния окружающей среды. 

## Классификация
Отряд объединяет 687 видов, которые группируются в 13-16 семейств.

## Палеонтология
Представители отряда хорошо сохраняются при фоссилизации и имеют большое значение для палеоэкологических реконструкций. Древнейшие представители найдены в отложениях возрастом 800 млн лет.